# Thijs de Melker
Thijs de Melker, pseudoniem Theo Slagter (Oostburg, 9 mei 1958) is een Nederlandse gitarist.
Hij maakte deel uit van de groepen De Steile, Want..., De Raggende Manne, Blunt Axe, Soulmates en The Q-Club. Daarnaast is hij producer en/of engineer op platen van acts als De Kast, Kinderen voor Kinderen, Het Goede Doel en Frank Boeijen. Met zijn eigen bedrijf Teejay is hij solo of in teamverband actief voor muziekproducties voor onder meer televisie en film. 